# Dolphin Island: Underwater Adventures
Dolphin Island: Underwater Adventures is een simulatiespel voor Nintendo DS, ontwikkeld en uitgegeven door Ubisoft. Het kwam in Europa uit op 30 oktober 2009.

## Gameplay
In het spel werkt de speler in een waterdierenpark op een tropisch eiland. De toekomst van het dierenpark wordt bedreigd, aangezien een groot vastgoedbedrijf plannen heeft om op die plaats een luxueus hotel te bouwen.   Om het park te redden, moet de speler het park onderhouden en meer dan dertig dieren verzorgen en trainen.
Het is via Wi-Fi mogelijk om dieren aan andere spelers door te geven.